# 카를 에두아르드 리하르트 포이히텔

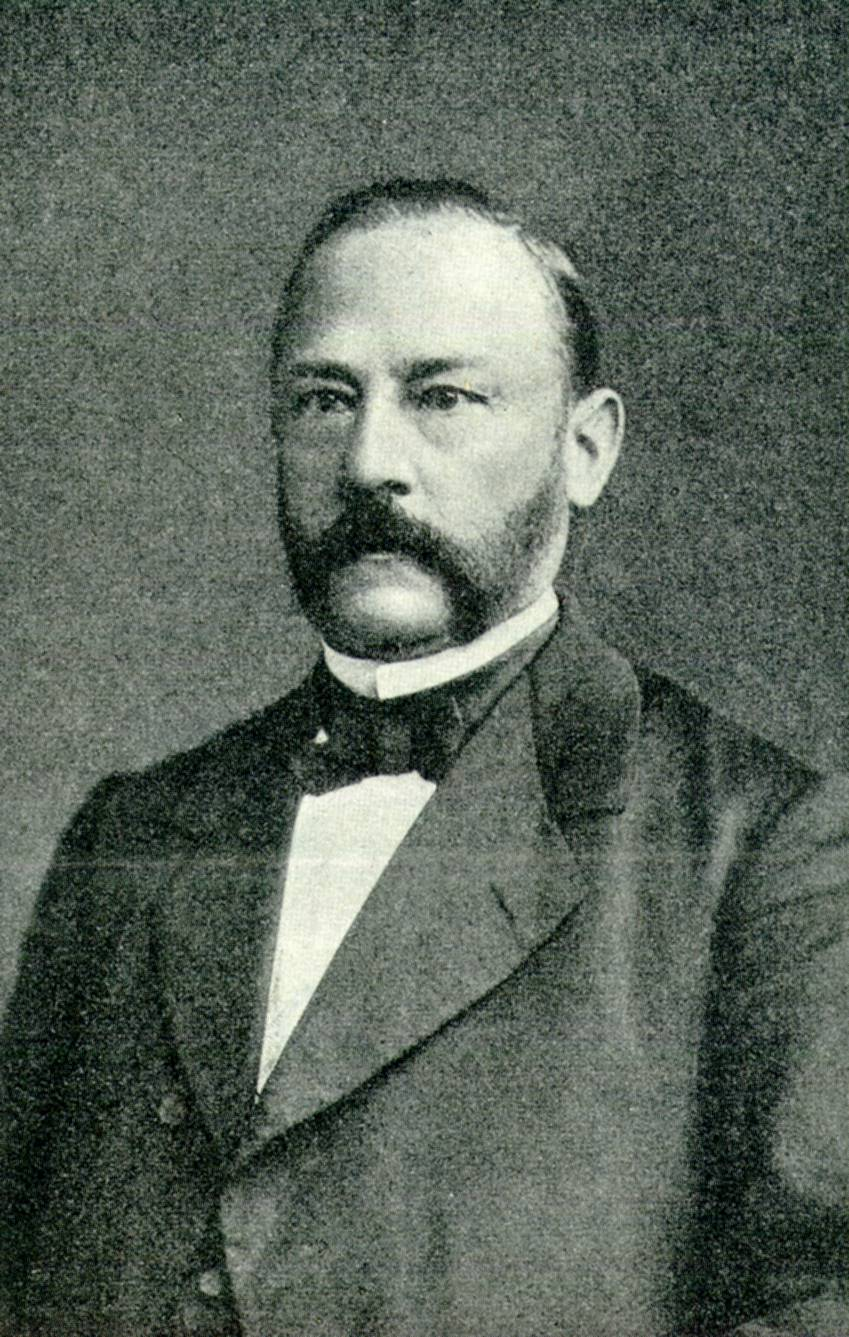
카를 에두아르드 리하르트 포이히텔

카를 에두아르드 리하르트 포이히텔(Karl Eduard Richard Voigtel, 1829년 5월 31일 마그데부르크 ~ 1902년 9월 28일 쾰른)는 쾰른 대성당 건설 총 책임자이자 독일의 건축가로, 쾰른 대성당을 완공시킨 사람이다.

## 같이 보기
- 쾰른